# Нокасад
Нокасад, повне ім'я Сомдет Брат Чао Джая Срісамудра Будданґкура (1693–1738) — перший володар королівства Тямпасак.
Був онуком короля Лансангу Сурінья Вонґса. Став правителем південного лаосського королівства Тямпасак 1713 року, коли його було виокремлено зі складу королівства В'єнтьян. 1725 року король передав усю виконавчу владу своєму старшому синові Саякумане. Помер 1738 у Накхонратчасімі.